# Rot (Bad Mergentheim)
Rot ist ein Stadtteil von Bad Mergentheim im Main-Tauber-Kreis im Nordosten Baden-Württembergs. Zusammen mit den auf seiner Gemarkung liegenden Kleinsiedlungen Dörtel und Schönbühl hat der Stadtteil Rot rund 260 Einwohner.

## Geographie
Das Dorf liegt in Luftlinie über 10 Kilometer südsüdöstlich der Stadtmitte von Bad Mergentheim am Aufstieg zur Hohenloher Ebene in der oberen Talmulde des Wachbachs, der im Ortsbereich entspringt und in Bad Mergentheim in die Tauber mündet. Die Häuser stehen, einen namenlosen Einzelhof weiter oben am Hang ausgenommen, auf einer Höhe zwischen 380 und 410 m ü. NHN. In der Beschreibung des Oberamts Mergentheim von 1880 wird Rot als „eines der schönsten Dörfer des Oberamtsbezirks, sehr wohlhabend, an der Quelle des Wachbachs gelegen, von Obstbäumen umgeben“ beschrieben.
Auf der Stadtteilgemarkung liegen außerdem die Weiler Dörtel knapp zwei Kilometer wachbachabwärts und Schönbühl etwa drei Kilometer nordöstlich, dieser in einer kleineren Exklave jenseits des dazwischenliegenden Stadtteils Herbsthausen.

## Geschichte

### Mittelalter
Im Jahr 1276 wurde der Ort erstmals urkundlich als Ruit erwähnt. Der Ort wurde in diesem Jahr als Neurodung bei Hollenbach durch Heinrich von Hohenlohe an den Deutschen Orden zu Mergentheim verkauft. Im 14. Jahrhundert besaß eine Familie Stolz von Mergentheim an dieser Stelle ein Gut, welche es 1337 an die Frauenklause Neunkirchen veräußerte. Im Jahr 1479 ging der Ort in den Besitz des Frauenklosters Heidingsfeld bei Würzburg und 1534 an den Spital in Mergentheim über.

### Neuzeit
Im Jahr 1809 kam Rot mit dem Amt Wachbach zum Königreich Württemberg. Am 1. September 1973 wurde Rot gemeinsam mit Herbsthausen in die Stadt Bad Mergentheim eingegliedert. Als am 1. Januar 1973 im Rahmen der baden-württembergischen Kreisreform der Landkreis Mergentheim aufgelöst wurde, gehörte Rot in der Folge zum neu gebildeten Tauberkreis, der am 1. Januar 1974 seinen heutigen Namen Main-Tauber-Kreis erhielt.

## Einwohner

### Einwohnerentwicklung
Die Einwohnerzahl von Rot entwickelte sich wie folgt:
| Jahr | Weiblich | Männlich | Gesamt |
| ---- | -------- | -------- | ------ |
| 1852 | 208      | 239      | 447    |
| 1871 | 222      | 235      | 457    |
| 1880 | 232      | 240      | 472    |
| 1890 | 234      | 239      | 473    |
| 1900 | 218      | 199      | 417    |
| 1910 | 213      | 206      | 419    |
| 1925 | 214      | 208      | 422    |
| 1933 | 196      | 205      | 401    |
| 1939 | 181      | 175      | 356    |
| 1950 | 256      | 221      | 477    |
| 1956 | 208      | 196      | 404    |
| 1961 | 191      | 167      | 358    |
| 1970 | 170      | 171      | 341    |

### Religionszugehörigkeit
Die Religionszugehörigkeit der Roter Bevölkerung entwickelte sich wie folgt:
| Jahr | Evangelisch | Römisch-Katholisch | Sonstige |
| ---- | ----------- | ------------------ | -------- |
| 1858 | 18,1 %      | 81,9 %             | -        |
| 1925 | 16,6 %      | 83,4 %             | -        |
| 1950 | 11,1 %      | 88,9 %             | -        |
| 1961 | 15,1 %      | 84,9 %             | -        |
| 1970 | 13,8 %      | 85,6 %             | 0,6 %    |

## Kultur und Sehenswürdigkeiten

### Kulturdenkmale
Im Ort befindet sich die katholische Pfarrkirche St. Peter und Paul von 1653. Die Attribute Schlüssel für Petrus und Schwert für Paulus zeigt auch das Ortswappen.
Die Grundsteinlegung fand am 16. Juli 1653 statt. Bereits am 22. November 1653 wurde die Kirche geweiht. Durch Fürstbischof Johann Philipp von Würzburg wurde der Ort am 16. Dezember 1667 zur Pfarrei erhoben. Im Zeitraum von 1868 bis 1874 wurden drei neue Altäre und eine neue Kanzel angeschafft. Am 16. September 1907 wurde eine Orgel geweiht. Die im Zweiten Weltkrieg eingeschmolzenen Glocken wurden im Jahr 1951 ersetzt. Die letzte Innenrenovierung und Restaurierung der Stuckdecke war im Jahr 1995. Im Jahr 2012 folgte eine grundlegende Außenrenovierung sowie die statische Sanierung.
In Schönbühl besteht eine 1739 von Bauer Caspar Müller erbaute Kapelle. Das Pfarrhaus in Rot wurde 1652 eingerichtet und später um ein Stockwerk erhöht. Außerdem steht am nördlichen Ortsausgang von Rot, am Radweg in Richtung Dörtel, eine im Privatbesitz befindliche Schönstatt Kapelle.
In und um das Dorf befinden sich mehr als 30 Bildstöcke.

### Rad- und Wanderwege
Rot liegt am Radweg Liebliches Taubertal – der Sportive.
Im Rahmen der baden-württembergischen Heimattage 2016, die in Bad Mergentheim und seinen Stadtteilen stattfanden, wurden die beiden ersten Bildstockwanderwege im Main-Tauber-Kreis eingeweiht. Tour 1 ist mit einer Länge von 7,1 km und einer Gehzeit von ca. zwei Stunden ausgewiesen. Der zweite Wanderweg hat eine Länge von 4,6 km und eine Gehzeit von ca. 1 ¼ Stunden.
Auch der Bierwanderweg der Herbsthäuser Brauerei führt durch den Ort.

### Vereinsleben
In Rot, Dörtel und Schonbühl gibt es einige Vereine und Gruppierungen, die zum Dorfleben beitragen. Die Freiwillige Feuerwehr Rot mit ihren Gruppen in Dörtel und Schönbühl gehört zur Freiwilligen Feuerwehr Bad Mergentheim. Der Sportverein Rot besteht aus den Abteilungen Tennis und Kraftsport. Der Verein hat ca. 120 Mitglieder, zwei Tennisplätze mit Vereinsheim und einen eigenen Fitnessraum im Dorfgemeinschaftshaus. Der Fischerverein Dörtel befischt einen südlich von Rot gelegenen See und hat sein Vereinsheim im ehemaligen Schulhaus in Dörtel. Die Landjugend (KLJB) trifft sich regelmäßig im Dorfgemeinschaftshaus. Der Kirchenchor Rot begleitet regelmäßig die Gottesdienste im Ort und tritt auch auf Konzerten auf.